# Liste der Gouverneure von Bombay

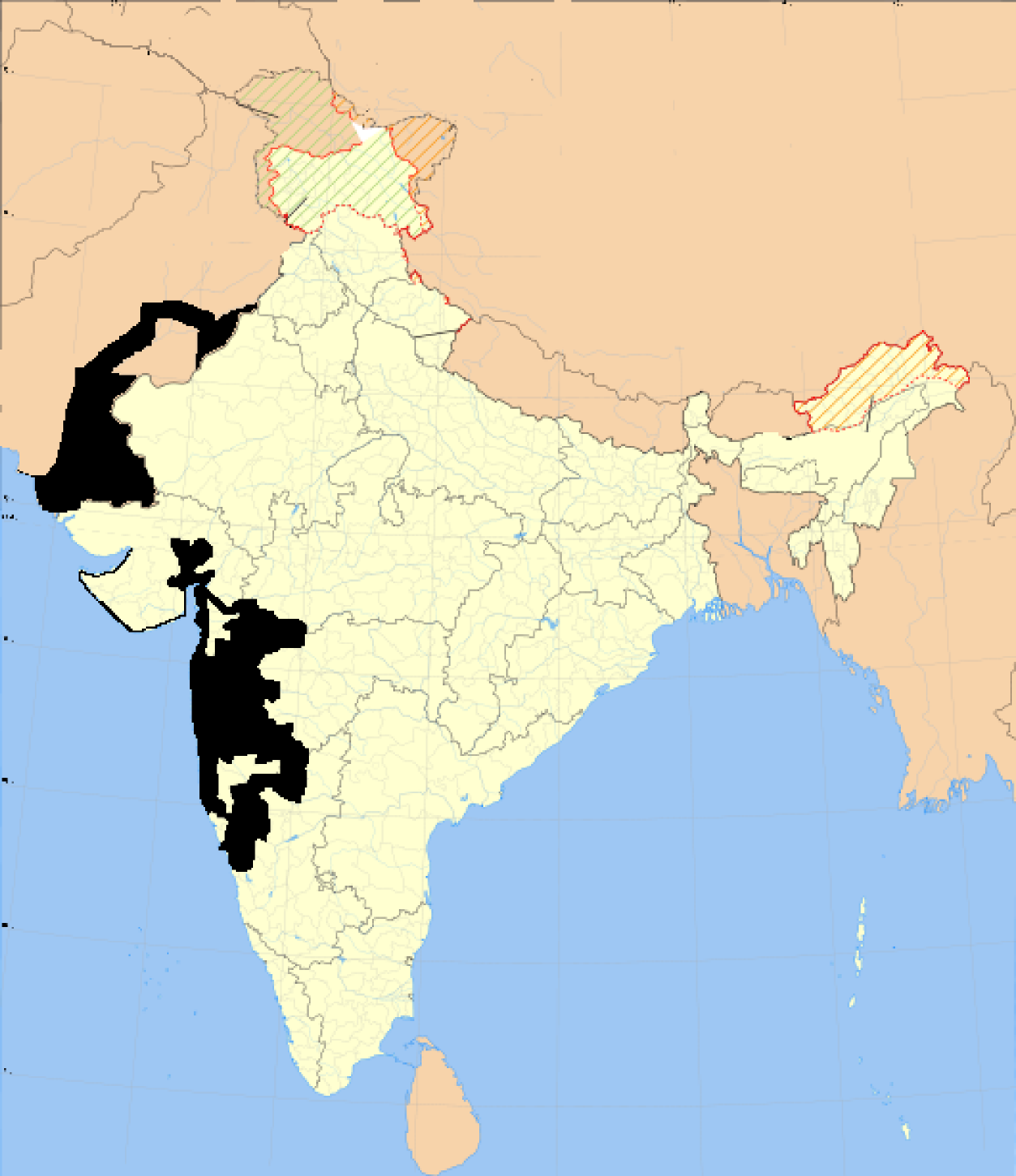
Bombay Presidency um 1906

Nach Gründung der Präsidentschaft Bombay als eine Provinz Britisch-Indiens setzte die Krone Abraham Shipman 1664 als ersten Gouverneur von Bombay ein. 1668 wurde die Stadt an die Britische Ostindien-Kompanie abgetreten, die daraufhin ihren Verwaltungssitz von Surat nach Bombay verlegte. Sie ernannte George Oxedender zu ihrem ersten Gouverneur für Bombay. Die Region war zu dieser Zeit ein Archipel von kleinen Inseln und bildete eine kleine Enklave an der Westküste Indiens. 
Nach der Ausweitung der britischen Herrschaft auf das Hinterland gewann der Posten des Gouverneurs an Bedeutung. 1803 bestand die Präsidentschaft Bombay nur aus den Inseln Salsette und Bombay sowie den Städten Surat und Bankot. Bis 1827 kamen die restlichen Gebiete hinzu. 1862 nahm die britische Krone die Region formal in ihren Besitz. 
1947 wurde das Gebiet Teil des unabhängigen Staates Indien. Die Regierung ernannte Raja Maharaj Singh zum ersten indischen Gouverneur. 1950 wurde der Staat Bombay unter Einschluss der früheren Fürstenstaaten gegründet. Nachdem sich Bombay 1956 territorial weiter vergrößerte, erfolgte am 1. Mai 1960 die Abspaltung des neuen Bundesstaates Gujarat und die Umbenennung des übrigen Gebietes im Bundesstaat Maharashtra. Der Posten des Gouverneurs von Bombay wurde abgeschafft und als Gouverneur von Maharashtra weitergeführt.

## Britische Krone (1664–1668)
- 1664–1664: Abraham Shipman
- 1665–1666: Humphrey Cooke
- 1666–1667: Gervase Lucas
- 1667–1668: Henry Gary

## Britische Ostindien-Kompanie (1668–1862)
- 1668–1669: George Oxeden
- 1669–1677: Gerald Aungier
- 1677–1681: Thomas Rolt
- 1681–1690: John Child, 1. Baronet, de facto 1683–1684 selbsternannt Richard Kergwin
- 1690–1694: Bartholomew Harris
- 1694–1694: Daniel Annesley
- 1694–1704: John Gayer
- 1704–1708: Nicholas Waite
- 1708–1715: William Aislabie
- 1715–1722: Charles Boone
- 1722–1729: William Phipps
- 1729–1734: Robert Cowan
- 1734–1739: John Horne
- 1739–1742: Stephen Law
- 1742–1742: John Geekie
- 1742–1750: William Wake
- 1750–1760: Richard Bourchier
- 1760–1760: John Holkell
- 1760–1767: Charles Crommelin
- 1767–1771: Thomas Hodges
- 1771–1784: William Hornby
- 1784–1788: Rawson Hart Boddam
- 1788–1788: Andrew Ramsay
- 1788–1790: William Medows
- 1790–1792: Robert Abercromby
- 1792–1795: George Dick
- 1795–1795: John Griffith
- 1795–1811: Jonathan Duncan
- 1811–1812: George Brown
- 1812–1819: Evan Nepean, 1. Baronet
- 1819–1827: Mountstuart Elphinstone
- 1827–1830: John Malcolm
- 1830–1831: Thomas Sidney Beckwith
- 1831–1831: John Romer
- 1831–1835: John FitzGibbon, 2. Earl of Clare
- 1835–1838: Robert Grant
- 1838–1839: James Farish
- 1839–1841: James Rivett-Carnac, 1. Baronet
- 1841: William Macnaghten, im September 1841 ernannt, wurde er im Dezember in Kabul getötet, bevor er sein Amt antreten konnte
- 1841–1842: George William Anderson
- 1842–1846: George Arthur
- 1846–1847: Lestock Robert Reid
- 1847–1848: George Russell Clerk
- 1848–1853: Lucius Cary, 10. Viscount Falkland
- 1853–1860: John Elphinstone, 13. Lord Elphinstone
- 1860–1862: George Russell Clerk

## Britische Krone (1862–1947)
- 1862–1867: Henry Bartle Frere, 1. Baronet
- 1867–1872: William Robert Seymour Vesey Fitzgerald
- 1872–1877: Philip Edmond Wodehouse
- 1877–1880: Richard Temple, 1. Baronet
- 1880–1880: Lionel Robert Ashburner
- 1880–1885: James Fergusson, 6. Baronet
- 1885–1885: James Braithwaite Peile
- 1885–1890: Donald Mackay, 11. Lord Reay
- 1890–1895: George Harris, 4. Baron Harris
- 1895–1895: Herbert Mills Birdwood
- 1895–1900: William Mansfield, 1. Viscount Sandhurst
- 1900–1903: Henry Northcote, 1. Baron Northcote
- 1903–1903: James Monteath
- 1903–1907: Charles Cochrane-Baillie, 2. Baron Lamington
- 1907–1907: John William Pitt Muir-Mackenzie
- 1907–1913: George Sydenham Clarke, 1. Baron Sydenham of Combe
- 1913–1918: Freeman Freeman-Thomas, 1. Marquess of Willingdon
- 1918–1923: George Lloyd, 1. Baron Lloyd
- 1923–1923: Maurice Hayward
- 1923–1926: Leslie Orme Wilson
- 1926–1928: Henry Staveley Lawrence
- 1928–1931: Frederick Sykes
- 1931–1937: Michael Knatchbull, 5. Baron Brabourne
- 1937–1937: Robert Duncan Bell
- 1937–1943: Lawrence Lumley, 11. Earl of Scarbrough
- 1943–1948: John Colville

## Unabhängigkeit (seit 1947)
- 6. Januar 1948 – 30. Mai 1952: Raja Maharaj Singh (1878–1959)
- 30. Mai 1952 – 5. Dezember 1954: Girija Shankar Bajpai (1891–1954)
- 5. Dezember 1954 – 8. März 1955: Mangaldas Mancharam Pakvasa (1882–1968)
- 14. März 1955 – 14. Oktober 1956: Hare Krushna Mahtab (1899–1987)
- 14. Oktober 1956 – 10. Dezember 1956: Mahommedali Currim Chagla (1900–1981)
- 10. Dezember 1956 – 16. April 1962: Sri Prakasa (1890–1971)